# Groupe 11 du tableau périodique
Le groupe 11 du tableau périodique, autrefois appelé groupe IB dans l'ancien système IUPAC et dans le système CAS, contient les éléments chimiques de la 11e colonne, ou groupe, du tableau périodique des éléments :
| Période | Élément chimique | Élément chimique | Z   | Famille d'éléments  | Configuration électronique[2] |
| ------- | ---------------- | ---------------- | --- | ------------------- | ----------------------------- |
| 4       | Cu               | Cuivre           | 29  | Métal de transition | [Ar] 4s1 3d10 ( * )           |
| 5       | Ag               | Argent           | 47  | Métal de transition | [Kr] 5s1 4d10 ( * )           |
| 6       | Au               | Or               | 79  | Métal de transition | [Xe] 6s1 4f14 5d10 ( * )      |
| 7       | Rg               | Roentgenium      | 111 | Indéterminée        | [Rn] 7s2 5f14 6d9             |
( * )   Exceptions à la règle de Klechkowski : cuivre 29, argent 47, or 79Au.

Éléments du groupe 11
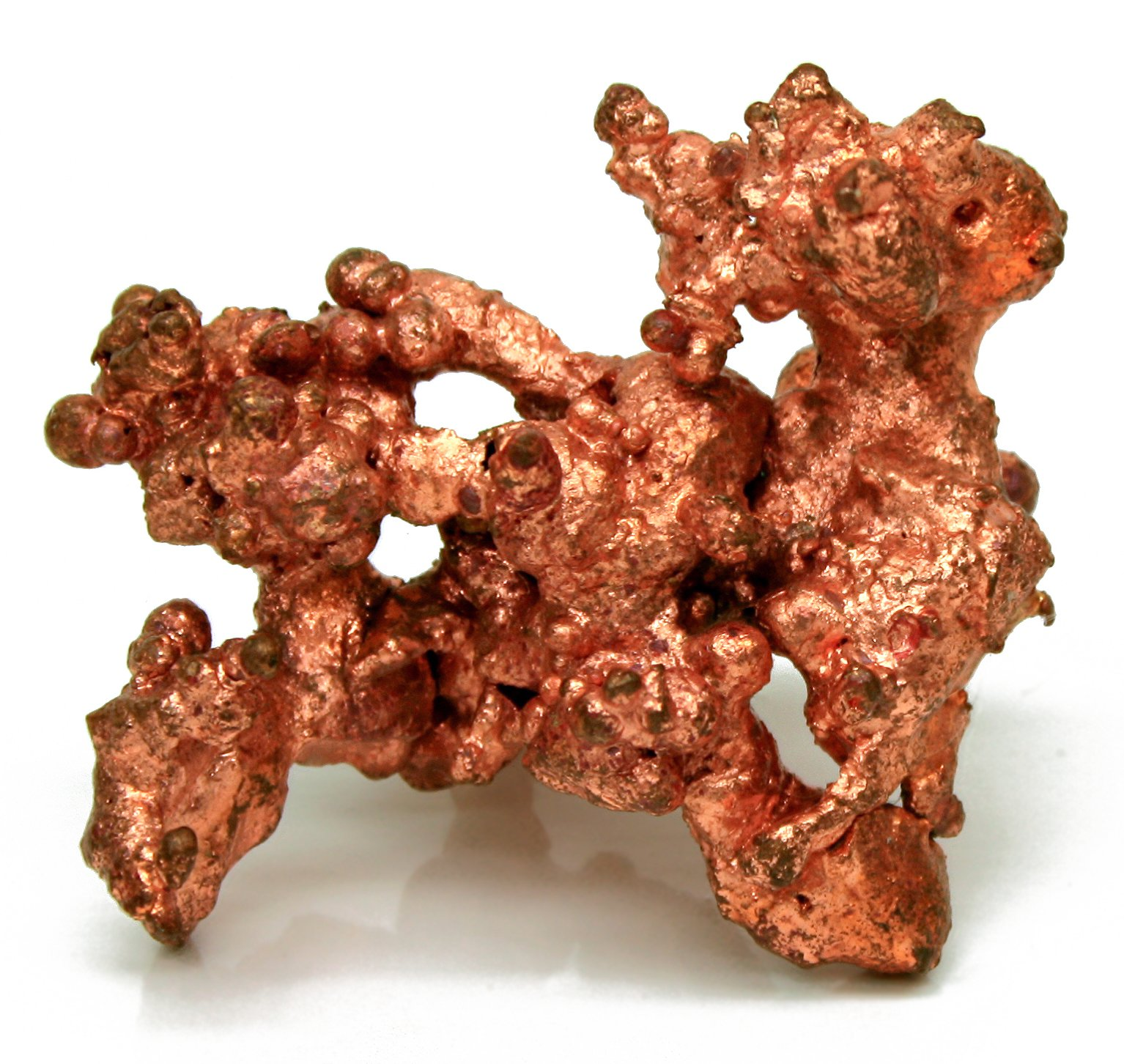
Cuivre
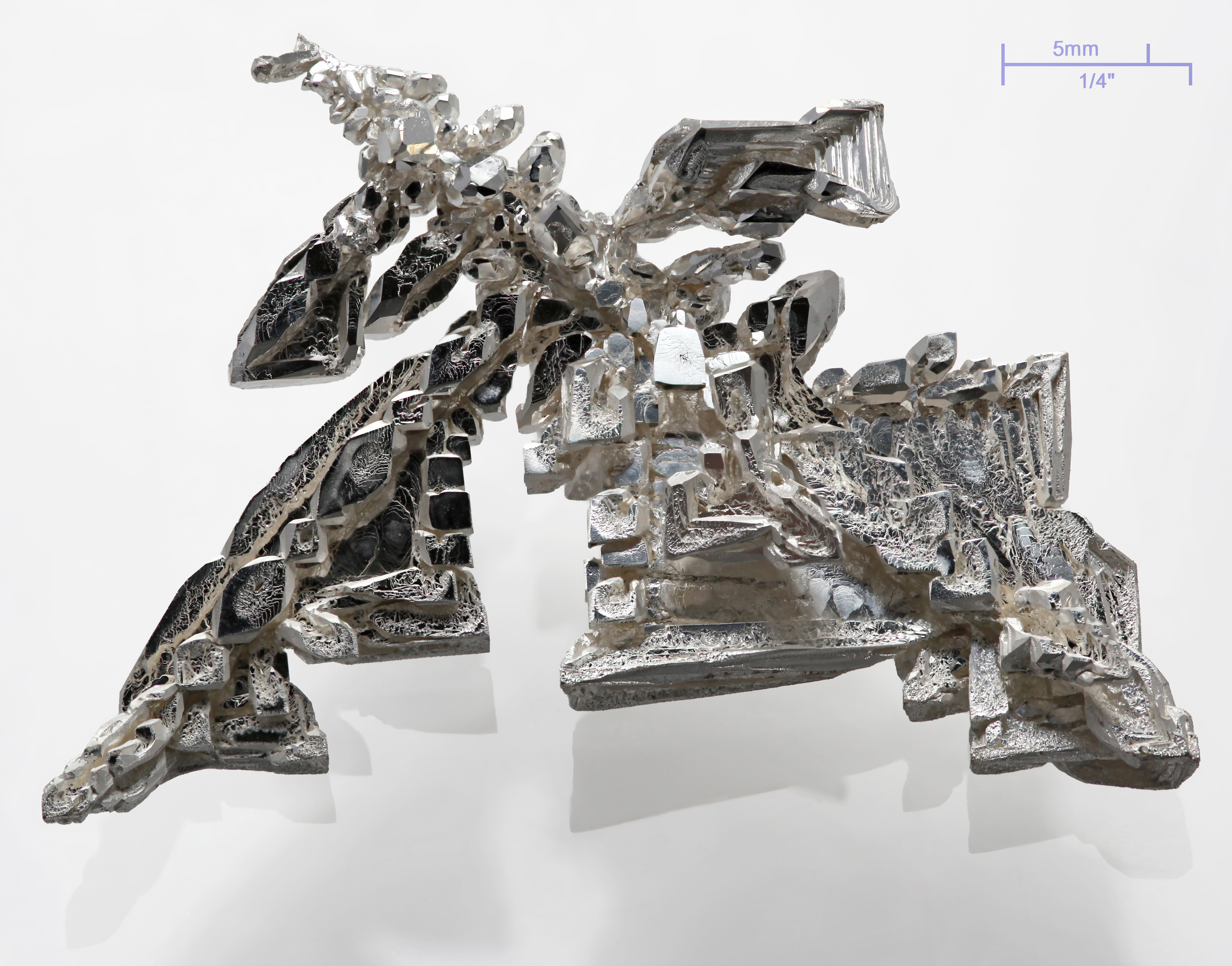
Argent
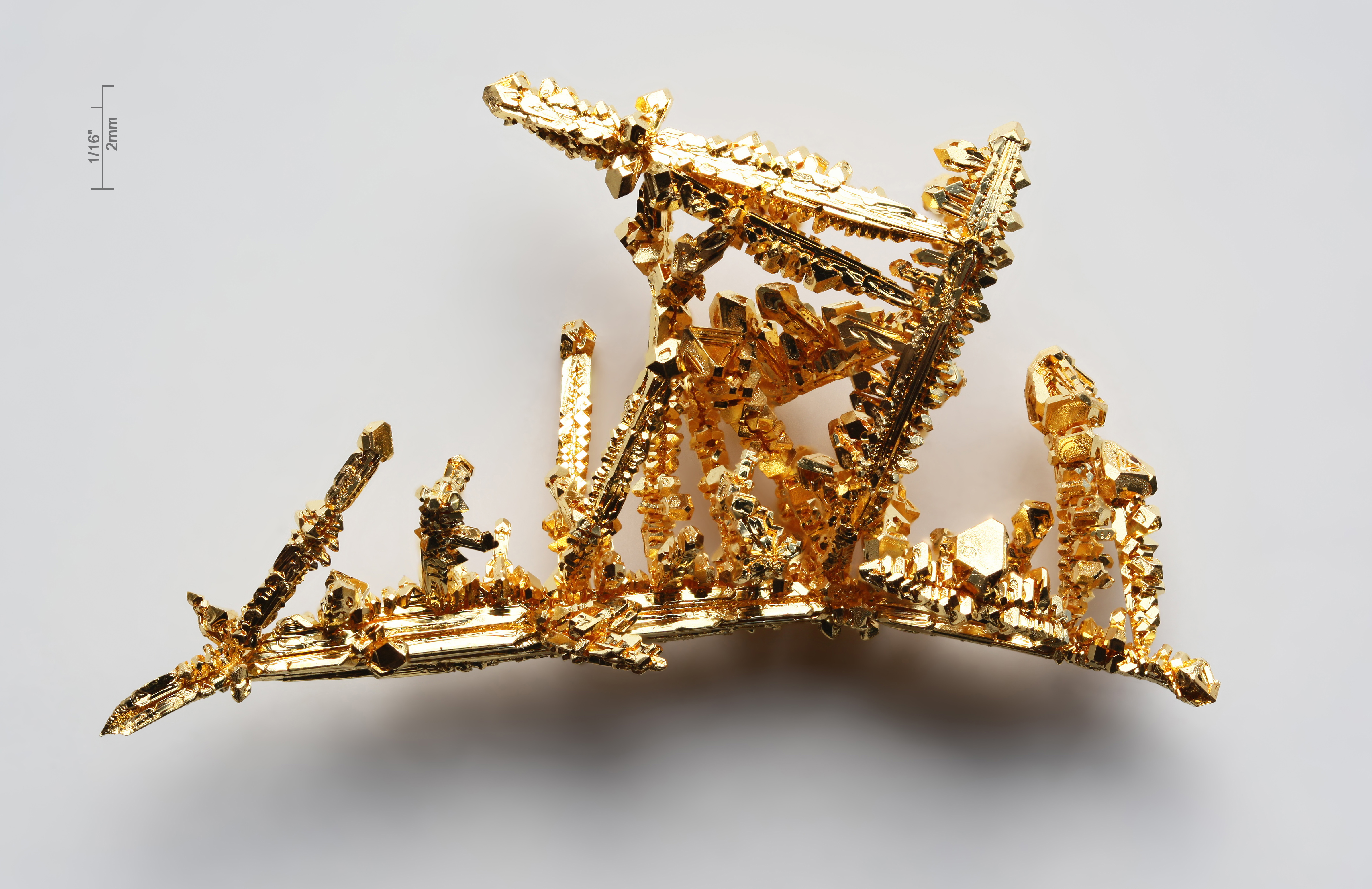
Or